# Myxobolus bilineatum
Myxobolus bilineatum är en djurart som tillhör fylumet Myxozoa, och. Myxobolus bilineatum ingår i släktet Myxobolus och familjen Myxobolidae. Inga underarter finns listade i Catalogue of Life.